# Tan Jiazhen
Tan Jiazhen (chinesisch 談傢楨 / 谈家桢, Pinyin Tán Jiāzhēn, W.-G. T'an Chia-chen; * 15. September 1909; † 1. November 2008), auch C. C. Tan genannt, war ein chinesischer Genetiker und Mitglied der Chinesischen Akademie der Wissenschaften.

## Lebenslauf
Jiazhen war an der Soochow-Universität und erhielt den PhD am California Institute of Technology 1937 unter der Aufsicht von Theodosius Dobzhansky. Weitere Lehrer waren Thomas Hunt Morgan und Alfred Henry Sturtevant. Später lehrte er an der Columbia University.
Als Mitglied der Morgan-Gruppe in den 1930er Jahren half Tan mit, die Drosophila als führende Gattung für genetische Studien zu etablieren.
Tan war seit 1985 ausländisches Mitglied der National Academy of Sciences.
Tan starb an Multiorganversagen im Alter von 99 Jahren.